# Шевченко (Калининградская область)
Шевче́нко — посёлок в Правдинском муниципальном округе Калининградской области России.

## География
Посёлок находится в южной части Калининградской области, в зоне хвойно-широколиственных лесов, примыкая к северным границам города Правдинск, административного центра округа.

### Часовой пояс
Посёлок Шевченко, как и вся Калининградская область, находится в часовой зоне МСК−1. Смещение применяемого времени относительно UTC составляет +2:00.

## Население
| 2002 | 2010 |
| ---- | ---- |
| 500  | ↘393 |

## Улицы
- ш. Гвардейское,
- ул. Зелёная,
- ул. Калининградская,
- ул. Молодёжная,
- пер. Речной.